# Distrito de Laufenburg
El distrito de Laufenburgo (en alemán Bezirk Laufenburg) es uno de los once distritos del cantón de Argovia, Suiza. Tiene una superficie de 125,57 km². La capital del distrito es Laufenburgo.

## Geografía
El distrito de Laufenburgo limita al norte con el distrito de Waldshut (DE-WB), al este con el de Zurzach, al sureste con el de Brugg, al sur con el de Aarau, al suroeste con los de Gösgen (SO) y Sissach (BL), y al oeste con el de Rheinfelden.

## Historia
Bailía de los Habsburgos hasta 1797, distrito de la República Helvética de 1802 a 1803, y del cantón de Argovia desde 1803. El condado de Laufenburgo, situado de lado y lado del Rin, estuvo en manos de los Habsburgos desde la Edad Media, heredada por la rama principal de la familia (Habsburgo-Austria) tras la disparición de la línea menor (Habsburgo-Laufenburgo) en 1408. El término de condado será entonces remplazado por el de señoría.
Tras una breve ocupación francesa del Fricktal en 1797, la antigua señoría fue atribuida en 1802 a la República Helvética en el efímero cantón de Fricktal. El distrito helvético englobaba las comunas de Etzgen, Gansingen, Ittenthal, Kaisten, Laufenburgo, Mettau, Oberhofen, Schwaderloch, Sisseln, Sulz, Unterleibstadt y Wil, más o menos el mismo territorio de la antigua señoría. Con la creación del cantón de Argovia en 1803, las comunas del distrito helvético de Frick fueron repartidas entre los distritos de Laufenburgo y Rheinfelden; mientras que las comunas de Eiken, Frick, Gipf-Oberfrick, Herznach, Hornussen, Münchwilen, Oberhof, Oeschgen, Ueken, Wittnau, Wölflinswil y Zeihen fueron anexadas al Laufenburgo.

## Comunas
| Distrito de Laufenburgo | Distrito de Laufenburgo | Distrito de Laufenburgo |
| Comunas                 | Población (31.12.2014)  | Superficie km²          |
| ----------------------- | ----------------------- | ----------------------- |
| Eiken                   | 2208                    | 7.07                    |
| Frick                   | 5177                    | 9.96                    |
| Gansingen               | 993                     | 8.77                    |
| Gipf-Oberfrick          | 3547                    | 10.17                   |
| Herznach                | 1405                    | 6.26                    |
| Hornussen               | 916                     | 7.27                    |
| Kaisten2                | 2573                    | 18.11                   |
| Laufenburgo3            | 3330                    | 14.49                   |
| Mettauertal1            | 1920                    | 21.56                   |
| Münchwilen              | 910                     | 2.47                    |
| Oberhof                 | 594                     | 8.20                    |
| Oeschgen                | 923                     | 4.38                    |
| Schwaderloch            | 660                     | 2.77                    |
| Sisseln                 | 1517                    | 2.52                    |
| Ueken                   | 881                     | 5.10                    |
| Wittnau                 | 1216                    | 11.25                   |
| Wölflinswil             | 990                     | 9.51                    |
| Zeihen                  | 1124                    | 6.87                    |
| Total (18)              | 30 884}}                | 156.73                  |

### Modificaciones
- 1 2010: Hottwil, Etzgen, Mettau, Oberhofen y Wil → Mettauertal
- 2 2010: Ittenthal y Kaisten → Kaisten
- 3 2010: Laufenburg y Sulz → Laufenburg